# Song Jong-ho
Đây là một tên người Triều Tiên, họ là Song.
Song Jong-ho (Hangul: 송종호; sinh ngày 5 tháng 10 năm 1976) là một nam diễn viên người Hàn Quốc. Anh ra mắt công chúng với tư cách là một người mẫu ở chương trình trình diễn thời trang của Park Byung-chul vào năm 1995. Sự nghiệp người mẫu của anh kéo dài đến năm 1999, sau đó anh quay lại nghiệp diễn xuất. Anh được biết đến nhiều nhất nhờ tham gia diễn xuất trong một số phim như Will It Snow for Christmas? (2009), The Princess' Man (2011) và Lời hồi đáp năm 1997 (2012).

## Sự nghiệp
Song Jong Ho học ngành vi tính thống kê ở đại học Pyeongtaek, nhưng anh sớm nhận ra niềm đam mê thật sự với ngành công nghiệp giải trí. Năm 1995, anh ra mắt công chúng với tư cách là một người mẫu tại chương trình trình diễn thời trang của nhà thiết kế Park Byung-chul. Anh làm nghề người mẫu tới năm 1999, rồi quay lại nghiệp diễn xuất. Anh xuất hiện lần đầu tiên qua các vai diễn nhỏ trên truyền hình.
Năm 2007, anh gây chú ý với vai diễn bác sĩ thực tập sinh phẫu thuật trong bộ phim mang đề tài y khoa Bác sĩ Bong Dal-hee, nhờ đó anh đã nhận được giải thưởng Ngôi Sao Mới của đài truyền hình SBS tại lễ SBS Drama Awards. Một vai diễn gây chú ý khác là vào năm 2009 trong phim truyền hình Will It Snow for Christmas?, phim kể về cuộc đời một người đàn ông nghèo và gia đình của anh ta đã bị phá sản vì cuộc khủng hoảng tài chính IMF, và anh ta trở nên mẫu thuẫn vì xém chút nữa là được trở thành một người thừa kế. Song Jong Ho nói anh đã rơi lệ khi lần đầu tiên đọc kịch bàn này (của biên kịch Lee Kyung-hee), kịch bản diễn tại câu chuyện theo một cách đượm buồn với nhiều câu thoại hay. vì thế anh đã phải van xin trợ lý của mình để được chọn diễn xuất trong bộ phim này.
Năm 2011, hồ sơ về anh ngày càng trở nên sáng giá nhờ vai diễn trong các bộ phim The Princess' Man, một bộ phim truyền hình lấy bối cảnh thời Joseon, phim này đều nhận được tỉ suất người xem cao và cả ý kiến trái chiều. Trong phim anh đóng vai một thư sinh gặp tình huống khó xử khi phải phản bội bạn thân của mình để dành người phụ nữ anh yêu và đạt được tham vọng của mình. Sau đó anh tiếp tục đóng một bộ phim nổi tiếng khác tên là Lời hồi đáp năm 1997, đây là một bộ phim truyền hình cáp, mà anh đóng một vai một thiên tài vi tính với trái tim ấm áp sau này trở thành một chính trị gia hơi dựa trên hình tượng của Ahn Cheol-soo, và anh cũng là một phần trung tâm trong tình yêu tay ba của bộ phim.
Anh trở về triều đại Joseon trong hai dự án kế tiếp. Anh xuất hiện trên màn ảnh rộng trong phim The Grand Heist (Siêu trộm hoàng cung) (2012) và The Fugitive of Joseon (Thiên mệnh) (2013).
Sau đó anh xuất hiện trong vai trò khách mời trong phim The Suspicious Housekeeper (Quản gia bí ẩn) (vai người theo dõi) và The Full Sun (Mặt trời hoàn hảo) (vai hôn phu của nữ chính chết sớm do bị hạ độc). Không lâu sau đó anh tham gia The Reason I'm Getting Married.

## Tham gia diễn xuất

### Phim truyền hình
| Năm  | Tựa phim                                      | Vai diễn                     | Đài truyền hình |
| ---- | --------------------------------------------- | ---------------------------- | --------------- |
| 1999 | Invitation                                    |                              | KBS2            |
| 1999 | Jump                                          |                              | MBC             |
| 1999 | March                                         |                              | SBS             |
| 2001 | Nonstop 2                                     |                              | MBC             |
| 2003 | Thousand Years of Love                        |                              | SBS             |
| 2004 | First Love of a Royal Prince                  | Yoon-joon                    | MBC             |
| 2007 | Bác sĩ Bong Dal-hee                           | Lee Min-woo                  | SBS             |
| 2007 | Cô dâu vàng                                   | Kim Young-min                | SBS             |
| 2008 | Tazza                                         | Ahn Se-hoon                  | SBS             |
| 2008 | My Life's Golden Age                          |                              | MBC             |
| 2009 | Cain and Abel                                 | Kang Suk-hoon                | SBS             |
| 2009 | Will It Snow for Christmas?                   | Park Tae-joon                | SBS             |
| 2010 | Three Sisters                                 | Lee Min-woo                  | SBS             |
| 2011 | The Princess' Man                             | Shin Myeon                   | KBS2            |
| 2012 | Lời hồi đáp năm 1997                          | Yoon Tae-woong               | tvN             |
| 2012 | Drama Special"The Flight of the Spoonbill"    | Kyeong-ho                    | KBS2            |
| 2013 | The Fugitive of Joseon                        | Lee Jung-hwan                | KBS2            |
| 2013 | The Suspicious Housekeeper                    | Jang Do-hyung/Seo Ji-hoon    | SBS             |
| 2014 | The Full Sun                                  | Gong Woo-jin (cameo)         | KBS2            |
| 2014 | Drama Special"The Reason I'm Getting Married" | Han Seung-wook               | KBS2            |
| 2014 | Dr. Frost                                     | Moon Sung-hyun/Park Dong-hee | OCN             |
| 2015 | The Girl Who Sees Smells                      | Chun Baek-kyung              | SBS             |
| 2015 | Orange Marmalade                              | Han Yoon-jae                 | KBS2            |
| 2015 | All About My Mom                              | Yoon Sang-hyuk               | KBS2            |
| 2015 | Cheo Yong 2                                   | Nam Hui-jun                  | OCN             |
| 2016 | The Promise                                   | Park Hwi-kyung               | KBS2            |

### Phim điện ảnh
| Năm  | Tựa phim        | Vai diễn     |
| ---- | --------------- | ------------ |
| 2012 | The Grand Heist | Kim Jae-joon |

### Chương trình thực tế
| Năm  | Tên chương trình          | Đài truyền hình | Ghi chú                |
| ---- | ------------------------- | --------------- | ---------------------- |
| 2000 | Achieve the Goal Saturday | MBC             |                        |
| 2007 | Road Trip                 | SBS MTV         |                        |
| 2010 | Lucky Strike 300          | XTM             | Người dẫn chương trình |

### Video ca nhạc
| Năm  | Tên bài hát           | Nghệ sĩ |
| ---- | --------------------- | ------- |
| 2004 | "For You Not to Know" | As One  |
| 2007 | "Say Goodbye"         | N/A     |

## Nhạc kịch
| Năm       | Tên vở diễn       | Vai diễn      |
| --------- | ----------------- | ------------- |
| 2008-2009 | Music in My Heart | Jang Jae-hyuk |

## Giải thưởng và đề cử
| Năm  | Giải thưởng      | Hạng mục                    | Phim đề cử          | Kết quả    |
| ---- | ---------------- | --------------------------- | ------------------- | ---------- |
| 2000 | Model Center     | Top 10 người mẫu tài năng   | N/A                 | Thắng giải |
| 2007 | SBS Drama Awards | Ngôi Sao Mới                | Bác sĩ Bong Dal-hee | Thắng giải |
| 2011 | KBS Drama Awards | Diễn viên mới xuất sắc nhất | The Princess' Man   | Đề cử      |